# Huzella Tivadar
Huzella Tivadar (Nagyvárad, 1886. június 10. – Göd, 1950. július 11.) magyar orvos, biológus, hisztológus (szövettankutató), neves rákkutató. Az Alsógödi Biológiai Kutatóállomás létrehozója.

## Élete
Jómódú kereskedő családban nőtt fel. Az érettségi után kezdetben a családi hagyományt folytatta és kereskedelmi akadémiai tanfolyamra járt. Természettudományi érdeklődése miatt azonban inkább az orvosi pályát választotta és a Budapesti Tudományegyetem Orvosi Karán szerzett diplomát. Az 1911-ben megszerzett orvosi diploma után a budapesti kórbonctani intézetben tanársegéd, majd később adjunktus lett. Az első világháborúban katonaorvosként szolgált.
Már kezdetben is neves tudósokkal dolgozott együtt, hiszen Petrik Ottó professzor mellett medikus és 1916–1921 között Krompecher Ödön mellett kórboncnok volt. 1921-től lett a Debreceni Egyetem Anatómiai Intézetének igazgatója. A mikroszkópos anatómia mellett szövettant és fejlődéstant is tanított. 1932-ben nevezték ki a budapesti Pázmány Péter Tudományegyetem orvosi karán a Szövet- és Fejlődéstani Intézet igazgatójának. Kutatásainak elősegítése érdekében 1930-ban biológiai kutatóállomást létesített Alsógödön. A kutatásait a Rockefeller, az Ella-Sachs-Plotz Alapítványok, a Széchenyi Tudományos Társaság támogatásával és a saját jövedelméből finanszírozta. Az állomás kertjében volt két lakóház és több faház is, amelyek az itt dolgozó egyetemistáknak és kutatóknak adtak szállást. Neves tudósok is megfordultak itt, például Alexis Carrel Nobel-díjas amerikai sebész és Max Planck német fizikus is.
Tankönyvet, tudományos műveket is publikált. Az 1933-as cambridgei, valamint az 1936-os koppenhágai nemzetközi kísérletes sejttani kongresszusok elnöke volt. 1939-ben Budapesten tartották az Anatomische Gesellschaft kongresszusát, amelynek Huzella Tivadar volt a főszervezője. Utolsó éveit betegen családi körben elszigetelődve élte Alsógödön. 1950. július 11-én halt meg és a Gödi Biológiai Állomás területén temették el.

## Munkássága
Tanárként a mikroszkópos anatómia, a szövettan, a fejlődéstan mellett általános biológiát is tanított. Nagy jelentőségű a rostképződés természetére, a sejtközi állomány biológiájára, a sejttenyésztés területén folytatott kutatásai és az ezekhez kapcsolódó felfedezései. Mozgófilmre vette a sejtek szaporodását és ezzel magyarországi mikrokinematográfia megalapítója lett. A kötőszövet sejt közötti állományának rugalmas rácsrostrendszerét vizsgálva meghatározta az „elastomotoros mikromechanizmus” fogalmát.
Huzella nézetei miatt a pesti orvoskaron elszigetelődött. A második világháború előtt teljesen szembekerült az akkor jobbra tolódott korszellemmel. Több konfliktusa volt tanártársaival és az akkori kormányzattal is. A vele szembekerült tanárok közül kiemelkedik Orsós Ferenc, aki a törvényszéki orvostan professzora volt. Huzella megrögzött pacifista volt, de igazából 1945 után sem tudott beilleszkedni az akkori társadalmi átalakulásba. Idősebb korában súlyos érelmeszesedés gyötörte és emiatt idő előtti nyugdíjba került.

## Emlékezete
Végrendeletében a gödi kutatóállomást az Eötvös Loránd Tudományegyetem-re hagyományozta. Az egyetem később a gödi állomást a Füvészkert telephelyeként integrálta, de 2011. január 1-jétől a kert alapítójának emléke előtti tisztelgésül Huzella Kert Természetvédelmi és ökoturisztikai állomásnak nevezik. Tanári, kutatói és emberi nagyságát értékelve, az elméleti orvosbiológiai kutatások elismerésére a Semmelweis Egyetem tanácsa Huzella-emlékérmet és jutalomdíjat alapított. Az emlékérmet és a díjat 1991 óta évente egyszer adományozzák.

## Főbb munkái
- Über Myocarditis rheumatica (Berlin, 1912),
- Histomechanik der athrophischen Lebererkrankungen (1921),
- Háború és béke orvosi megvilágításban (1923),
- Der Mechanismus der Kapillarkreislaufs und der Sekretion in Bindegewebe (Berlin, 1925)
- Organizmus és mechanizmus (Debrecen, 1928),
- Az alsógödi biológiai kutatóállomás (Budapest 1931),
- Általános biológia (Budapest 1933),
- Az élet tudománya (1938)
- A sejtközösség szervezete az intercelluláris elmélet és intercelluláris kórtan megvilágításában (Budapest, 1942, németül: Jéna, 1941)
- A sejtközötti állományról (1943).